# サバイビー
『サバイビー』は、つの丸による日本の昆虫漫画作品。ギャグ漫画の描写の強かったこれまでのつの丸の作品に比べて、非常にシリアスな内容となっている。

## あらすじ
ミツバチのバズーは、長雨が原因で家族や仲間を失ったが、同じ境遇にある虫の仲間達と一緒に気ままな暮らしていた。ある日、いつものように一人早起きして森を飛び回っていたバズーは、負傷しているミツバチを見つけ駆け寄った。上空にスズメバチの大群が飛び交う中、そのミツバチはバズーを引きとめ、意味不明な独り言を残して謎の物体「オーダイ」をバズーに託し、スズメバチの大群の中に消えていった。
バズーは「オーダイ」を抱えて仲間達の待つ住み家に帰るが、そこで仲間から、バズーの仲間のミツバチがスズメバチの大群に大勢殺されたことなど、衝撃の事実を知らされる。「オーダイ」を持って仲間と共にミツバチの生き残りを探し、ミツバチ王国の再建を計画しようと考えるが、そこに「オーダイ」を狙ったスズメバチの一匹が住処に侵入し、次々と仲間達を殺戮する。ゴミムシのイップの捨て身の攻撃でスズメバチを撃退するが、バズー以外は全員死んでしまった。
悲しみに暮れる間もなく、バズーは「オーダイ」を持って一人旅立つ。

## 登場キャラクター

### 主要キャラクター
バズー
本作品の主人公。みなしごのニホンミツバチ。正義感が強く、困っている者を見過ごすことができない。考えたらすぐ行動に移すため、トラブルに巻き込まれてしまうこともしばしばある。本能的に肉食動物を嫌っている。
ライバー
ケラ。コガネグモのボガドの手下となってエサを提供していたが、バズーを助けたのがきっかけで、バズーと共にサバイビー探しの旅に出ることになる。博識で頭の回転が早い。口は悪いが世話好きな面もあり、文句を言いながらも結局バズーを手助けし続けることになる。
デブリン
ゲンゴロウとして育てられたガムシ。ガムシであるためゲンゴロウほど泳ぎが達者でなく、食性も成虫になってからは草食性であるなどの違いにより仲間のゲンゴロウたちにいじめられていたが、バズーからサバイビーの話を聞き、バズー達と共にサバイビー探しの旅に参加する。足出まといになることが多いが、偶然とはいえ何度もバズーたちの危機を助けた。コレクターで人間の捨てたゴミを収集している。医療技術や道具に対する知識が豊富であり、サバイビー達に「お前は軍医なのか」と驚かれていた。
赤目
バズーの宿敵となるオオスズメバチ。みなしごの仲間達を殺戮した際にイップが放ったガスで顔面右側を焼かれて右目をつぶされ（その赤くただれた顔からこの名がついた）、それ以降生き残りであるバズーを執拗に追う。他のスズメバチに比べ好戦的で体力があり、決戦においてもブレイズとの一騎討ちで負傷させるほど。スズメバチ達のリーダー的存在で、他のスズメバチに指示を出し計画的な狩りもする。

### みなしごの仲間達
イップ
ミイデラゴミムシ。口うるさくて皮肉屋だが、住み家をスズメバチ（後の赤目）に襲われた際に高温のガスを顔面に浴びせて撃退し、命と引き換えにバズーを助けた。
文太
カナブン。食事中にもウンコの話をする下品な奴である。スズメバチに殺害される。
ボミー
ゾウムシ。喋っていることはよく分からないが、バズーたちと意思の疎通はできている模様である。スズメバチに殺害される。
ギロ
ハサミムシ。仲間たちのリーダー。常に冷静で大人。尻のハサミは酷使されボロボロになっている。スズメバチに殺害される。
エンゾー
コオロギ。黙々とヴァイオリンを弾く。スズメバチに殺害される。

### 第6コロニー採蜜隊 デッド小隊
デッド
スズメバチの襲撃から生き残った、第6コロニーの採蜜隊小隊長。常に冷静で隊のメンバーをまとめながら、無鉄砲なバズーの行いに対して厳しく叱るなど、厳しさと優しさを併せ持っている。竹やぶを抜けてサバイビーのアジトに抜ける作戦では特攻を提案し、自らの命をかけてバズーにミツバチ種の運命を託した。
キム
隊員の中では一番年上。対スズメバチ強襲部隊・通称「ハチクマ」の元エースで、9匹のスズメバチを撃墜した戦歴を持つ。襲ってきたモズ相手に命と引き換えに毒針を刺し、バズーたちを助けた。
ラム
血気盛んで落ち着きのない部分が垣間見える。寿命が近付き活発に行動できなくなったキムを「怠け者」となじっていたが、その死に際して自分がキムを死に追いやったのではないかと苦悩する。
オルドー
突然現れたモズに首を食いちぎられ死亡した。
アレン
メガネをかけており、哨戒任務に当たる。バズーと共に竹やぶを抜けてサバイビーのアジトに抜ける作戦では、あと一歩のところでスズメバチに襲われ死亡する。

### サバイビー
ブレイズ
ミツバチのレジスタンス組織「サバイビー」の切り込み隊隊長。通称「ブル隊長」。常人離れした戦闘力を持ち、一人でスズメバチの羽をもぎ取ることができる。剛直で人情に厚い性格をしている。カリスマ性にも長け、一声で数百のミツバチをまとめる。最期は竹やぶを突破して女王を助け出す作戦の際に戦いに敗れ死亡した。
マシュー
マシュー隊の指揮官であり、同時にサバイビーの指揮全権を担う。常に冷静な態度で時に非情ともいえる決断を下すため、直情型のブレイズとは衝突を繰り返す。竹やぶを突破して女王を助け出す作戦の際には、ブレイズ達を囮にしながら竹やぶ上空を飛んで女王の待つ場所にたどり着く。嫌われ者であることを自覚している。
カイザー将軍
サバイビーの先代指揮官。手足をちぎられる重傷を負って伏せり、マシューに群れの指揮を委ねるが、軍事面の統率者であるブレイズの人望のある面を強調し大事にするよう釘を刺している。
女王
オーダイ（王台）から生まれたミツバチの女王。生まれてまもなくは我が侭で臆病な性格だったが、バズーたちとのサバイビーを探す旅の中で女王の自覚を持ち、大きく成長する。

## 備考
- 連載版に比べて単行本では、物語をより分かりやすくするための描写が加筆されている。また、最終話は連載時のものと単行本のものでは大きな違いがある。
- 蜂球など、昆虫の生態に関する描写が描かれている。ただし、本作での女王蜂以外のミツバチの性別はすべてオスになっている。

## 書誌情報
- つの丸 『サバイビー』 集英社〈ジャンプコミックス〉、全3巻
  1. 「バズーと仲間たち」ISBN 4-08-872814-9
  2. 「希望の光」ISBN 4-08-872829-7
  3. 「決戦」ISBN 4-08-872853-X